# Geomalia
Geomalia (Zoothera heinrichi) är en fågel i familjen trastar inom ordningen tättingar.

## Utseende och läte
Geomalian är avvikande trast med en lång kilformad stjärt som ofta verkar avskavd. Ryggen är skiffergrå, liksom vingarna, de senare med en rostfärgad fläck. Undersidan är varmt rostorange, enfärgad hos adulta fåglar men fläckad hos ungfågeln, framför allt på strupen. Den skiljer sig från wallaceatrast och sulawesitrast på tydligt längre stjärt samt avsaknad av mörkt ögonbrynsstreck och mörk strupe. Fågeln är mestadels okänd, men en ljus vissling har rapporterats.

## Utbredning och systematik
Fågeln förekommer endast i bergsområden på Sulawesi i Indonesien. Den behandlas som monotypisk, det vill säga att den inte delas in i några underarter. Tidigare placerades den som ensam art i släktet Geomalia, men DNA-studier visar att den är en del av Zoothera.

## Levnadssätt
Geomalian hittas mycket lokalt i bergsskogar. Där födosöker den skyggt på marken.

## Status
Arten har ett stort utbredningsområde och beståndet anses vara stabilt. Internationella naturvårdsunionen IUCN listar den därför som livskraftig (LC).